# Établissement du génie de Paris
L'Établissement du génie de Paris était un organisme du ministère de la Défense dépendant du service du génie puis service d'infrastructure de la Défense. Il est installé au Fort Neuf de Vincennes à Paris dans le 12e arrondissement.
Avant la réorganisation des services constructeurs du ministère de la Défense, l'EG de Paris dépendait du la direction régionale du génie de la région Terre Île-de-France, elle-même sous tutelle de la direction centrale du génie au sein de l'armée de terre.

## Historique
- Création en 1946 de la Direction des travaux du génie de Paris (DTG de Paris). Installée rue du Cardinal-Mercier, dans le 9e arrondissement, elle regroupe trois arrondissements des Travaux du génie (ATG) : Rive Droite (caserne Mortier), Rive Gauche (Invalides) et Vincennes (Vieux Fort).
- Transfert de la direction en 1978 rue de Guébriant dans le 20e arrondissement (caserne Mortier). Elle est composée alors de cinq ATG : Paris Nord, Paris Sud, Vincennes, Vanves et Val-de-Grâce.
- En 1987, nouvelle répartition en Île-de-France : désormais trois directions localisées à Paris, Versailles et Malakoff gèrent le domaine militaire.
- Changement d'appellation en 1992 : la Direction des travaux du génie de Paris devient l'Établissement du génie de Paris (EGP de Paris). Les ATG sont alors supprimés.
- Le 1er septembre 1997, l'établissement déménage au Fort Neuf de Vincennes dans le 12e arrondissement.
- En 2000, l'établissement étend sa zone d'action en Île-de-France à la suite de la dissolution de l'Établissement du génie de Malakoff le 15 février.
- Changement d'appellation en 2008 : l'Établissement du génie de Paris devient l'Établissement d'infrastructure de la Défense de Paris (EID de Paris).
- Le 30 juin 2012, l'établissement est dissous. Il est remplacé par l'Établissement du service d'infrastructure de la Défense Île de France.

## Missions
- Avec trois métiers, l'établissement a trois missions en trois circonstances : gérer, entretenir et adapter en étant notaire, maître d'œuvre et maître d'ouvrage, aussi bien en temps de paix, de crise que de guerre.
- Six bénéficiaires principaux : l'état-major des armées, le secrétariat général pour l'administration, l'armée de terre, la Gendarmerie nationale, le Service de santé des armées et l'armée de l'air constituent les six principaux bénéficiaires des activités de l'établissement.

## Zone d'action
- Trois départements franciliens et quelques exceptions : l'établissement a la charge de gérer, entretenir et adapter les bâtiments militaires se trouvant à Paris, dans le Val-de-Marne et en Seine-Saint-Denis. À cela s'ajoutent les hôpitaux d'instruction des armées du Val-de-Grâce dans le 5e arrondissement à Paris, Bégin à Saint-Mandé (Val-de-Marne) et Percy à Clamart (Hauts-de-Seine), et quelques autres sites en Île-de-France.
- Spécificités des sites soutenus : avec de plusieurs monuments historiques et la présence des grands commandements, l'établissement a de nombreux impératifs dans l'exécution de ses tâches. À cela s'ajoutent la multiplicité des attributaires pour chaque emprise, un immeuble de grande hauteur et des établissements recevant du public.